# Palacete das Onze Janelas
O Espaço Cultural Casa das Onze Janelas, inicialmente chamado Palacete das Onze Janelas, é um museu e edificação histórica do século XVIII construida por Domingos da Costa Bacelar, no contexto da Capitania do Grão-Pará (1621–1821), localizado no bairro da cidade velha na cidade brasileira de Belém (capital do Pará). Que abriga desde 2002 o museu de arte contemporânea, restaurante e, espaço multicultural.
Construído no século XVIII como casa de descanso de Domingos da Costa Bacelar. A edificação faz parte do conjunto histórico denominado Feliz Lusitânia, núcleo inicial da cidade de Belém do Pará. Foi também a "Casa dos Capitães-Gerais da Província do Grão-Pará".

## História
O Palacete das Onze Janelas foi construído no século XVIII como residência esporádica, do proprietário de engenho Domingos da Costa Bacelar, os engenhos de açúcar localizados na foz do rio Guamá.
Na cidade de Belém dois locais abrigam precariamente os doentes, o Forte do Castelo e o Convento de São Boaventura, havendo a necessidade de hospitais. Assim em 1768, o palacete foi adquirido pelo então governo da Capitania do Grão-Pará, Ataíde Teive, para abrigar o "Hospital Real Militar", diante da necessidade de se ter um hospital na cidade de Belém, ainda emconstrução, foi então adaptado pelo arquiteto italiano Antônio José Landi para o uso hospitalar. Este hospital funcionou no palacete até o final do Século XIX, durante a ditadura militar, abrigou a 5ª Companhia de Guarda e, a "Subsistência do Exército" até o final do século XX. utilizada como local de detenção e de tortura de presos políticos.
Em 2001, o governo estadual e municipal assinou com o Exército Brasileiro um convênio, alienando os terrenos da Casa das Onze Janelas e do Forte do Presépio, tornando-os em edificações históricas e solicitando também a adaptação ao uso museológico de difusão de arte contemporânea. Este em 2016, sofreu pressão política para ser extinto e substituído por um “polo gastronômico”, colocando em risco um acervo de arte moderna e contemporânea.
O palacete foi transformado em 2002 em espaço cultural e museu dedicado à arte contemporânea brasileira das regiões Norte e Nordeste.

## Turismo
O edifício é parte do conjunto arquitetônico e paisagístico denominado Feliz Lusitânia. E abriga, além do espaço museológico, o restaurante "Boteco das Onze".
A área que envolve a Casa das Onze Janelas possui um conjunto de equipamentos culturais, como o Jardim de Esculturas, o Navio Corveta e, o palco, que se projeta sobre a baía. Da área da Casa tem-se ainda uma vista da Baía do Guajará e do Mercado de Ver-o-Peso.

## Arquitetura

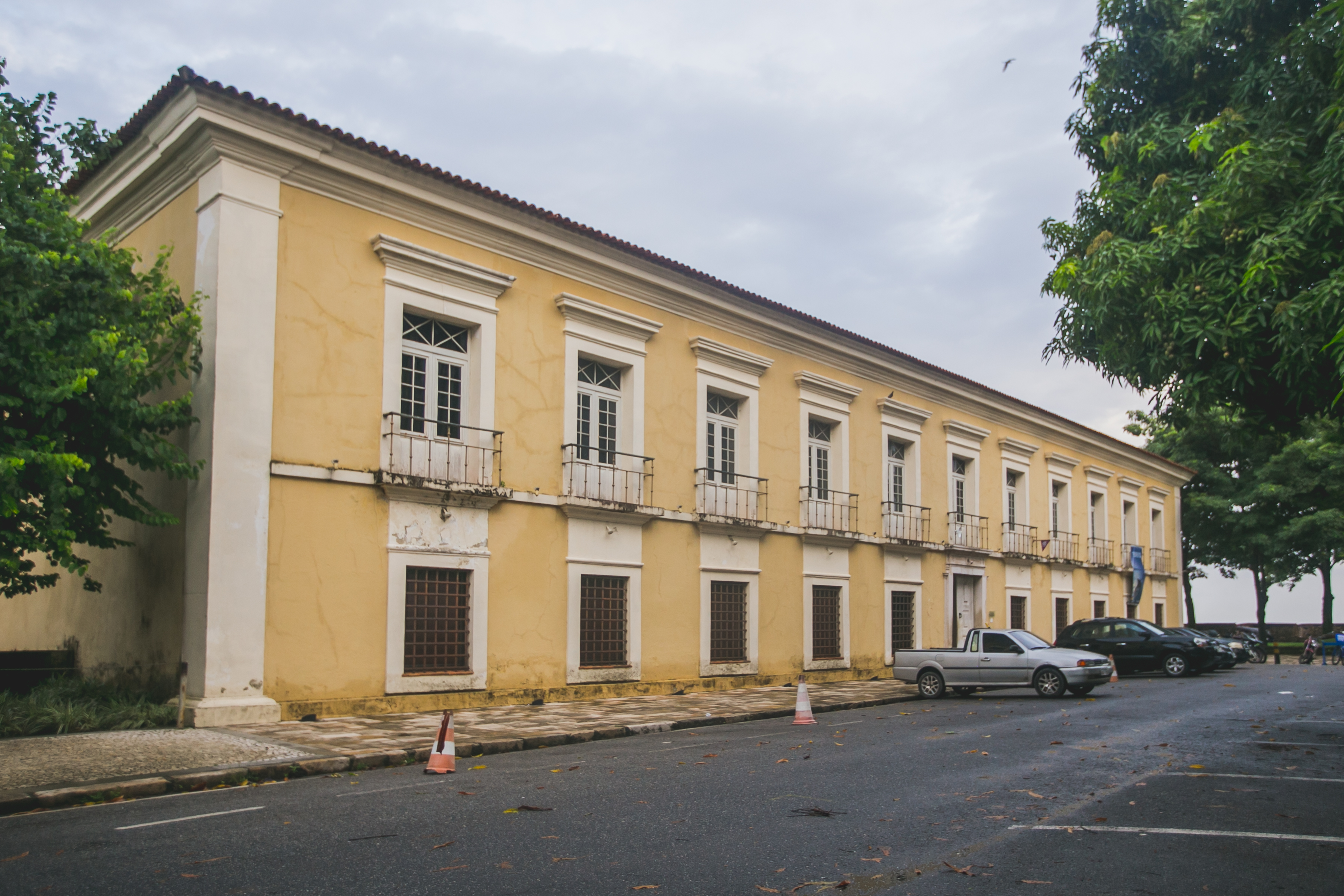
Casa vista a partir da Rua Siqueira Mendes.

O prédio com dois pisos, tem a fachada principal além da porta principal, onze janelas e portas-janelas dispostas simetricamente, com verga reta e com grades. O local é dividido por um entablamento, com pilastras nos cunhais, marcado pela arquitetura portuguesa da época, o estilo chão. Com a intervenção do arquiteto italiano Antônio Landi, construiu a fachada em direção ao rio, no corpo central tem aberturas em arcos formando lógias (pórtico) no formato de varandas, com grades no piso superior.
Quando passou para uso militar sofreu intervenções, onde as mais relevantes foram nas fachadas, o acréscimo de um frontão triangular ladeado por obeliscos na fachada principal, e o fechamento das aberturas da fachada do lado do rio. Porém essas modificações foram revertidas na reforma no ano 2000.
Desde 2002 o palacete abriga o Museu de Arte Casa das Onze Janelas que possui vasto acervo de obras modernas e contemporâneas, contando com nomes como Tarsila do Amaral, Ismael Nery, Rubens Gerchman, Lasar Segal, Luiz Braga, Miguel Chikaoka, Alexandre Sequeira, Elza Lima, Walda Marques. Com grande agenda de exposições, é o principal prédio a hospedar as duas maiores premiações nacionais de arte realizadas no estado, o Premio Diário Contemporâneo de Fotografia e o Arte Pará. Atualmente, Museu sofre com falta de verbas.